# The Lost Chord (filme de 1917)
The Lost Chord é um filme mudo do gênero drama produzido no Reino Unido e lançado em 1917.